# 廣告

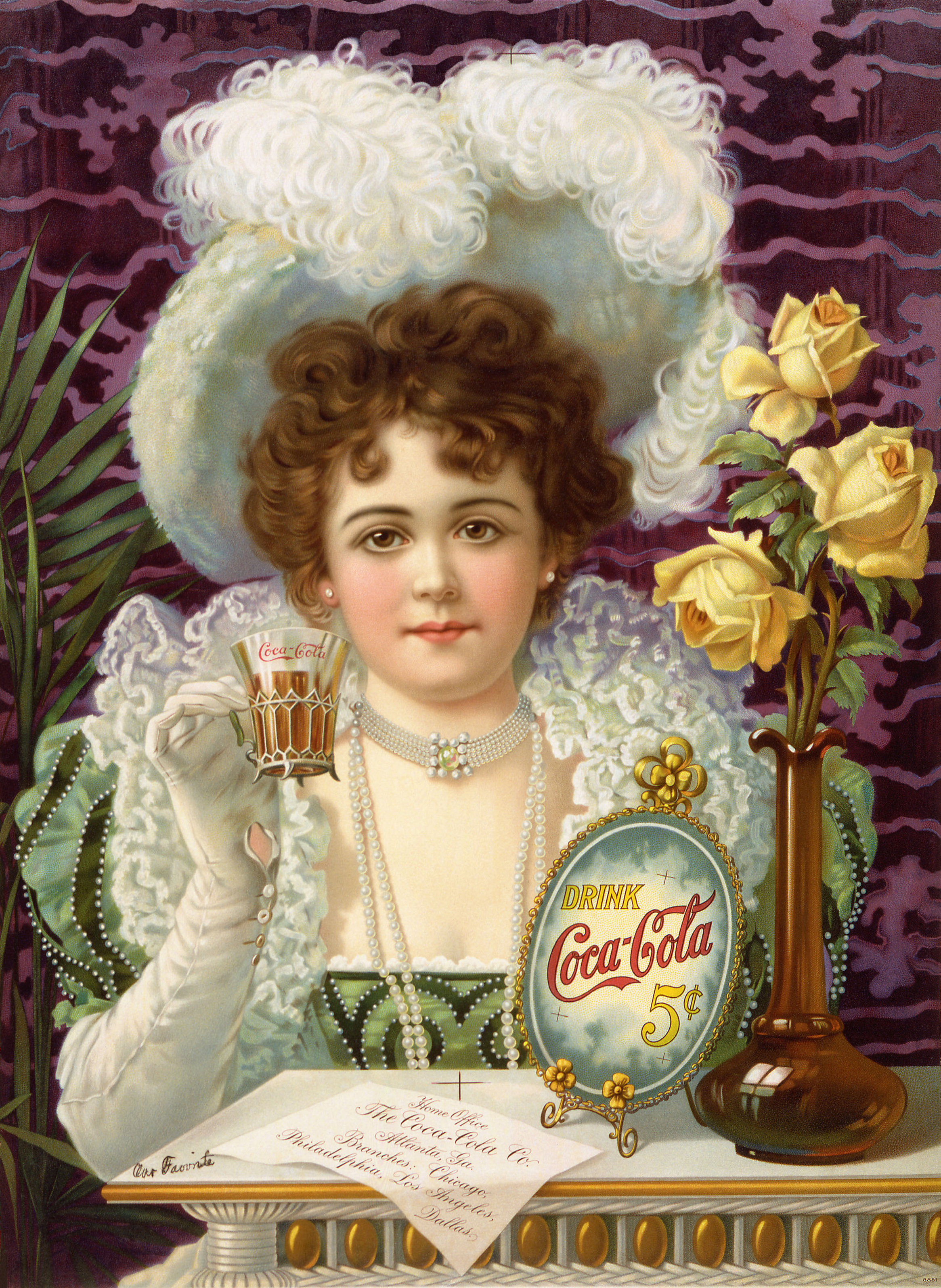
可口可樂於1890年代的廣告

廣告（英語：或），从狭义上讲是一种市场营销行为，用于勸說阅听人，通常以引發产品或服务購買，即商业广告。另一方面从广义上认识广告，它是一切为了沟通信息、促进认识的广告传播活动，无论是否作用于商业领域，是否将营利作为运作目标，只要具备广告的基本特征，都是广告活动，如为增加政治或意识上的支持，例如竞选广告和公益广告。每則廣告由訊息與傳遞訊息的媒介構成。廣告僅是全部行銷（即营销，市场营销）策略中的一環。行銷其他方面包括宣传、公关、推销、竞销等。
在2010年，廣告公司估計於美國的支出達1425億美元，而估計於全球的廣告支出亦達4670億美元。
適度的廣告能使公眾更好地認知產品的特性，但過多的廣告（廣告轟炸）一般會引起人們的厭煩和反感。

## 概述
广告是一种付费交流活动，其目的在于提供信息，并且/或者游说一个或多个人。严格说来，不付费的广告并不是广告。如果不涉及成本，那么虽然相关交流是很好的宣传活动，并且具有游说性质，但它并不能算作广告行为，除非这是一则有意以免费形式发放的广告（比如为了慈善事业或类似的活动）。每个广告都试图在发送者和接受者之间搭建桥梁。这种搭桥行为就是一种交流。购买报纸的一整版，但留空不作，这样的行为不是广告。不管是使用文字或图片，或是两者兼具，广告必须传递某种讯息给受众。因而其是某种交流的形式。所有广告都以人为对象。有时广告只针对一个人，有时广告针对无数人。

### 广告行为
广告行为并不是一种同质实体。它涵盖了大量不同的交流方式，并且具有不同的目标。大多数广告的确以销售产品和服务为目的。但并非所有广告都是如此。即使那些以销售为目的的广告，它们达到目的的手段也是多种多样的。广告宣传可能试图做到：
- 推出全新的品牌；
- 在已有品牌下推出新产品，即采取一种“品牌延伸”策略；
- 对现有品牌进行改进；
- 让那些之前没有听过某个品牌的人对该品牌有所了解；
- 游说那些知道某个品牌但从未购买的人尝试购买该品牌；
- 游说之前使用过某个品牌的人再度尝试该品牌；
- 游说正在使用某个品牌的人更多地使用该品牌；
- 游说正在使用某个品牌的人换种方式使用该品牌；
- 游说另一个目标市场（比如更年轻或者更有钱的人群）来使用该品牌；
- 游说零售商储备该品牌产品，以方便人们购买。

这些迥异的目标需要不同的讯息，因而需要采取各种不同的广告策略。一场宣传活动完全可以有多个目标，只要不同的目标相互兼容，并且不会彼此矛盾。事实上，近来的研究显示，大多数成功的广告宣传平均具有约2.5个相互重合的目标。例如，“在富裕的潜在客户群体中培养对于一个高档新品牌的品牌意识，他们只能从顶级零售商那里购买到该产品”。这个特定目标包括至少四个子目标：（1）在富裕的客户群体中；（2）培养品牌意识；（3）一个高档品牌；（4）只能从顶级零售商那里购买。所有这些目标对于达到该品牌的最终促销目的都至关重要。

### 广告策略
每个广告宣传活动的目标都会在一份关键文件中详细列明，通常这样的文件被称为广告策略。不同的广告投放者及他们的代理机构给这一做法起了不同的名字，但它的目的总是不变的：界定广告宣传活动的目标，并且确保广告宣传所涉及的每个人都确切知道这些目标是什么。
为达到这些目的，广告策略将包括许多条块，这些条块必须在广告宣传工作开始之前完成。它们将精确界定广告宣传活动的详细方案。它们将包括宣传活动的目标；能够确证目标可行性的品牌相关信息；品牌的竞争对手，包括他们的广告行为和市场营销活动的详细情况；所有相关市场调研情况的总结（比如，消费者为何使用该品牌，或者为何不使用）；宣传活动必须传递的讯息，以及讯息传递过程中必须使用的语气；宣传活动可能采用的媒体；可用于广告筹备和媒体宣传的预算；广告筹备和媒体宣传的时间长度；对宣传活动起到重要影响的其他细节；最后，尤其重要的是，宣传所针对的目标市场。
大數據做為廣告策略手段之一，是業者現今廣泛運用的策略。大數據被用來蒐集消費者的網路行為、分析判斷消費者的喜好和需求，從而在消費者的瀏覽器上投放個人化的廣告，來達到吸引消費者的目的。
個人化廣告拉近業者和消費者之間的距離，業者可以更精確地鎖定消費族群，也能減少廣告成本。而消費者則可以簡單得到購買的管道和資訊，便利度的提升也增加了消費者的購買慾望，目前個人化廣告已逐漸成為廣告市場的主流，而未來也將結合物聯網，讓大數據更有效且全面地分析人們的生活型態，以量身定做屬於每個人獨一無二的個人化廣告。

### 目标市场
广告宣传活动的两个最重要因素分别是品牌自身（即广告所宣传的产品或服务）和潜在购买者（即目标市场），两者紧密联系在一起。首先，每个领域中的产品和服务日益多样化，这意味着最大的、最流行的品牌也只被全部人口中的少数人所使用。因此，广告投放者需要找出他们所能找到的关于广告目标人群的一切信息。其次，市场调研的发展使广告投放者得以比过去更精确地了解它们的潜在客户。再次，现在的媒体受众是如此分化，为了选择能以最具成本实效的方式接触受众的媒体，确认具体的目标市场非常重要。这三个因素造成的结果是，产品和服务不再针对全部人口来设计和制定。它们针对特定的目标市场：明确界定的人群，无论大小。这是品牌和目标市场共生的基础。

### 消费者的欲求
品牌和目标市场的共生关系还导致关注重点从产品的原料构成转向最终利益。简单来说，人们不是因为需要钻机而买钻机；他们买钻机是因为他们需要洞眼。不同人群对于相似产品所要求的最终利益也不尽相同。因此，不同的人群构成不同的目标市场。广告宣传活动需要推销各个目标市场所需的不同的最终利益。产品成分和构成仅仅被用来支持产品所提供的最终利益，并使其合理化。
消费者从产品中想得到的利益不仅仅是信息和功能，这一点在一个富裕社会中尤其明显。在功能之外，消费者还想要并期待从所购买的产品那里得到心理的和情绪的最终利益。但他们同样希望品牌形象适合他们。品牌形象是品牌所激发的感觉和情绪所带来的光环。消费者希望所购品牌的形象能让他们更有魅力，更为年轻，更加聪明，或更加广博。他们想要所购品牌的形象让他们更富男子气概，更具女性魅力，更加健康，或让他们成为更明智的消费者，更好的父母亲，或更彰显出他们的环保意识。这些品牌形象所带来的利益对于他们的购买选择至关重要。如今，在许多产品领域，品牌及其广告行为在满足客户的功能需求之外，还必须迎合客户的心理和情感需要。
若快樂由期望決定，大眾媒體和廣告業可能正讓全球愈來愈不開心。

## 广告业的构成

### 三方架构
三方架构在英国的广告业诞生，后来传播到全世界，其内容为：广告投放者负责购买广告所需的空间；媒体负责销售空间；代理机构起到中间人作用，代理媒体销售空间，同时又为广告投放者制作广告。

#### 广告投放者
零售商、生产商、金融公司、慈善机构、政府以及无数类似的人或机构。它们为所有的广告行为买单，但投放广告并不是它们的主要活动。对于它们来说，广告是达到目的的手段。广告只是众多市场营销手段中的一种。对于许多公司来说，广告是它们主要的营销手段，为此它们投入数量惊人的资金。无论规模是大是小，广告投放者是广告业的驱动力。它们负责付钱，掌控整个过程，并且想要看到结果。

##### 为何投放广告
许多世界性的大公司，尤其是钢铁制造和造船等重工企业，从来不做广告，或者做得很少，可以忽略不计。它们通常不必与公众交流，因为它们的关键客户人数很少，因此可以直接接触他们。另外一些大型公司（最知名的例子莫过于谷歌）通过其他方式让公众记住它们的企业名称和业务，最常见的是通过“口碑”推荐的方式。现在这种方式也常被称为“病毒式营销”。其他企业不做广告宣传企业自身，因为没有必要，但它们会对产品进行宣传。电影公司和图书出版社就是很好的例子。除了个别例外情况，公众不知道也不关心某部特定的电影由哪家电影公司出品，或者某本特定的图书由哪家出版社出版：他们只想知道电影或图书的内容，以及相关的作者、明星和电影导演。
一些行业的目标市场相当巨大，它们相信广告是沟通目标市场的最具实效的方式。尽管广告成本不菲，它们依然认为广告是游说目标市场购买产品的最廉价方式。对于广告投放者来说，关键问题不仅仅是广告行为是否带来任何销售。关键问题是：销售水平是否远远高于宣传活动的成本，从而能带来利润？因为这才是广告投放者进行广告宣传的原因：追求利润。广告投放者希望能很快挣回它们花费在广告宣传活动上的资金，而且还能建设长期的品牌。广告投放者不仅希望得到属于它们的蛋糕，还要吃掉它。因此，这就是广告投放者为什么要投放广告的最终答案：迅速实现利润（不同的广告投放者实现利润的速度各不相同），并且在未来能继续赢利。
对于广告投放者来说，长期销售主要体现在品牌建设上。品牌和品牌推广起初是制造商所采取的一种方法，用于帮助客户辨识并购买它们的产品，因为在过去假货盛行、质量不一的年代，它们的产品普遍质量可靠。但现在的品牌概念远比当初更为复杂。如今，品牌的定义就像世界上的品牌数量一样数不胜数。但是，所有定义都认同一点，那就是一个品牌，或者说一个成功的品牌，必须符合下列四条标准：
1. 该品牌具有独特的名称和包装，通常还有一个标志；该品牌的目标市场人群可以轻易辨识出这些内容。
2. 该品牌在目标市场人群心目中必须具有不同于相似品牌的特有品质。（这被称为它的品牌定位：这些品质界定了该品牌在市场上相对于其他品牌的位置。）
3. 这些品质兼具功能性与情感性：购买者将认识并感受到该品牌与其他品牌的不同之处，并且在他们的眼中，该品牌要优于其他品牌。
4. 这些感受将使得该品牌可以制定比其他没有进行品牌宣传的商品更高的价位，从而给拥有该品牌的公司带来更多利润。

品牌是公司取得长期成功的基石。品牌确保广告宣传所获得的利润能够持续：广告宣传活动几乎立即就能实现利润，并且带来未来的收益，这正是广告投放者在建设健康的长期品牌时所需要做到的。

#### 媒体
尤其是电视、印刷品、海报、电台、电影和互联网，播放或出版广告以换取广告投放者的资金。如今，广告投放者所花费的资金中，近90%用于媒体。过去，媒体占到85%，剩下的15%付给广告代理，作为固定的佣金。现在，固定比例的佣金制度已经几乎废除。媒体和代理各自收到的资金比例取决于谈判的结果，但总体上，代理机构拿到10%，而不是15%，而媒体则得到剩余资金。
电视、电台、电影和海报几乎包揽了所有的展示广告。平面媒体和互联网则既有展示广告，也有分类广告。如果没有来自广告的大量收入，大多数大众媒体都无法生存。唯一的例外是公共服务媒体，如BBC，它们完全由政府资金支持，在全世界范围内由政府通过各种方式支付资金。这些得到政府资金支持的媒体只占到全世界媒体的很小一部分。
广告投放者必须向媒体付费，以求传递它们想要的讯息。这将我们引向了广告投放者用于评判媒体实效性的三条基本标准：
1. 该媒体能接触到的广告投放者的目标市场人群数量有多少？并且，通过市场调查可以进一步了解，他们是什么样的人？
2. 使用该媒体的成本是多少？（与其他媒体相比，该媒体是性价比最高的吗？）
3. 作为广告媒体，尤其是宣传特定商品或服务的媒体，它的影响力和说服力如何？

互联网在短短十几年的时间里已经赢得广告市场的巨大份额。互联网的大多数收益来自“搜索”广告，这类广告让你通过点击广告商提供的列表，转到相应的促销网站。互联网搜索广告行为类似于传统的分类广告，互联网所获得的大多数搜索广告原本属于报纸和杂志上的分类广告。但是，互联网上的展示广告（横幅、弹出窗口，以及类似的其他展示广告）同样也从传统媒体那里抢来了一部分收入，虽然这种抢夺的程度远远比不上“搜索”广告那么夸张。互联网广告已经有了十多年的发展历史，即便如此，没有人能够预测最终它将占到广告业的多大份额，同样也没有人能够预言，传统媒体究竟会遭受怎样的打击。但人们普遍认为，互联网的广告增长还将持续很多年。

#### 广告代理机构
广告代理机构完成广告宣传活动的部分。广告代理机构制作广告，并代表客户在拟投放广告的媒体上购买时间和空间。代理机构在三方架构中规模最小，但却是唯一依赖广告为生的部分。在20世纪70年代之前，广告代理机构的业务范围不仅限于制作广告和代表客户购买媒体的广告位置。它们几乎帮客户处理市场营销的所有方面。它们当时的员工人数远多于现在，因为它们做许多不同的工作，因此被称作“全能”代理。但在20世纪70年代，情况完全改变。

### 全能代理的消亡
由于媒体禁止广告代理返还部分佣金给客户，它们无法压价展开竞争，因此只能通过向客户提供更多辅助服务（当然还有大量娱乐活动）来压倒竞争对手。到20世纪20年代，创意服务和媒体购买服务已经作为广告代理的核心业务被普遍接受。但广告代理随后开始向客户提供大量附加服务，例如
- 直邮营销
- 门对门分发
- 家庭经济顾问
- 店内销售
- 市场调查
- 新产品开发
- 包装设计
- 海报位置检查
- 产品样品分发
- 公共关系和媒体关系
- 销售会议组织
- 促销
- 展销会

这些服务本质上并不算广告行为（虽然大多数属于市场营销）。因此，“得到认可”的代理机构变成了“全能”代理，它们提供客户可能需要的全部市场营销服务。但这一切并不能持久。两个新的发展趋势打破了舒适的传统体系。
首先，原本在代理机构工作、负责提供市场营销服务的顶尖专业人员脱离了代理机构，建立起他们自己的专业化公司。从长期看，这是最根本性的冲击。
其次，与此同时，各国政府（尤其是英国和欧洲大陆国家）开始觉得15%的传统固定比率佣金制带有反竞争性质。瓦解，“全能”代理机构也随之瓦解，各个组成部分拆成独立的机构。如今，“全能”代理几乎所有的功能都由专业公司来完成。广告代理机构基本只负责进行广告创意和制作，因此时常被称为“创意代理”。那些专门负责策划和购买媒体广告的专业人员被称为“媒体代理”。这两种代理都得到“企划人员”的支持，后者帮助他们完成各自的任务。但即便是企划人员也是高度专业化的。
与此同时，在广告领域出现了新的怪兽：市场营销服务企业集团。这些集团通常都是庞然大物，都是国际控股公司。它们拥有“创意代理”和“媒体代理”，还有无数其他类型的市场营销公司，比如市场调查、公共关系、包装设计、会议组织、市场咨询等等，遍及全世界。它们将不同的专业人员分别安排到不同的下属公司。

### 数码革命
或许创意代理与媒体代理的分离将广告行为的三方架构进一步细分为四方架构：广告投放者、媒体、创意代理和媒体代理。但是当这些变化还没完全被接受的时候，在20世纪末，一股新的活力进入广告业，那就是数码广告，尤其是互联网广告。互联网广告的制作方式和互联网空间的购买方式都不同于以往创意代理和媒体代理的运作。广告代理和客户以两种相反的方式作出回应。一方面，他们建立了高度专业化的新的数码代理；另一方面，许多现有的创意代理和媒体代理建立了数码“部门”，通常以子公司的形式来处理客户的数码广告需求。
“搜索”功能是互联网的强大优势，占到所有网络广告收入的60%（剩下的部分属于分类招聘广告）。它与传统广告类别中的名录和分类广告很相似。但互联网有着传统方式难以匹敌的速度和全面性。搜索公司，如Google、Yahoo！、MSN等，在列出的搜索结果中加上广告投放者的公告，鼓励网络用户点击进入广告投放者的网站去寻找更多信息，有时用户会直接在网上购买所需商品。广告投放者出现在电脑屏幕上的位置极大地影响了它所获得的回应。互联网上的展示广告和其他媒体上的展示广告收费方式一样。广告投放者支付的费用取决于受众的规模和性质，以及广告本身的大小和性质。之前我们已经谈到，建立一个网站不存在“媒体费用”。但是，“搜索”广告却有着独特的收费模式：按点击量支付。广告投放者支付给搜索公司以求出现在后者网站上的费用取决于互联网用户通过点击进入该广告投放者网站的次数。这意味着广告投放者的成本与网站访问者的人数直接相关，并且显然（虽然没那么直接）和所取得的销售也相关。这样的紧密联系使得对互联网搜索广告的评估相比其他广告形式更易于量化，虽然量化程度比不上传统的直邮方式。

## 历史

### 西方
古代广告的通常形式是口头传播。然而商业性质和政治竞选的广告已经在庞贝的废墟中有所发现，但还不是最早的。公认的最早的广告应该是在古希腊发现的《寻奴》。
当印刷术在15世纪到16世纪的欧洲广泛运用时，真正意义上的现代广告出现了。英国出现了世界上第一个纸介印刷广告，当时是用来宣传贩卖教会图书的。17世纪，广告开始出现在英国一些每周出版的报纸上，并且在接下来的一个世纪中广告日益流行起来，成为社会生活和商业经济中不可缺少的一部分。19世纪末20世纪初美国逐渐成为世界广告大国。

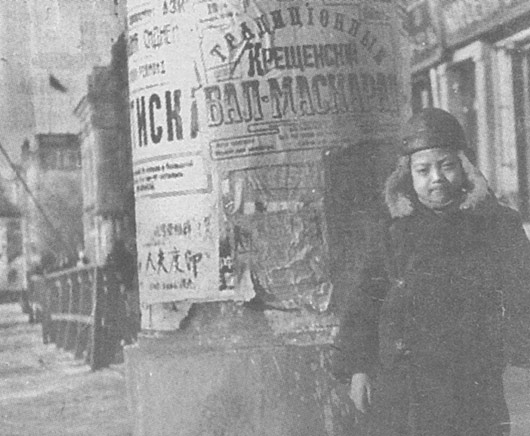
二十世纪早期哈尔滨的俄式广告柱

美国广告协会对广告的定义：广告是付费的大众传播，其最终目的是为了传递情报，改变人们对广告商品的态度，诱发其行动而使广告主得到利益。

### 中国

#### 古代

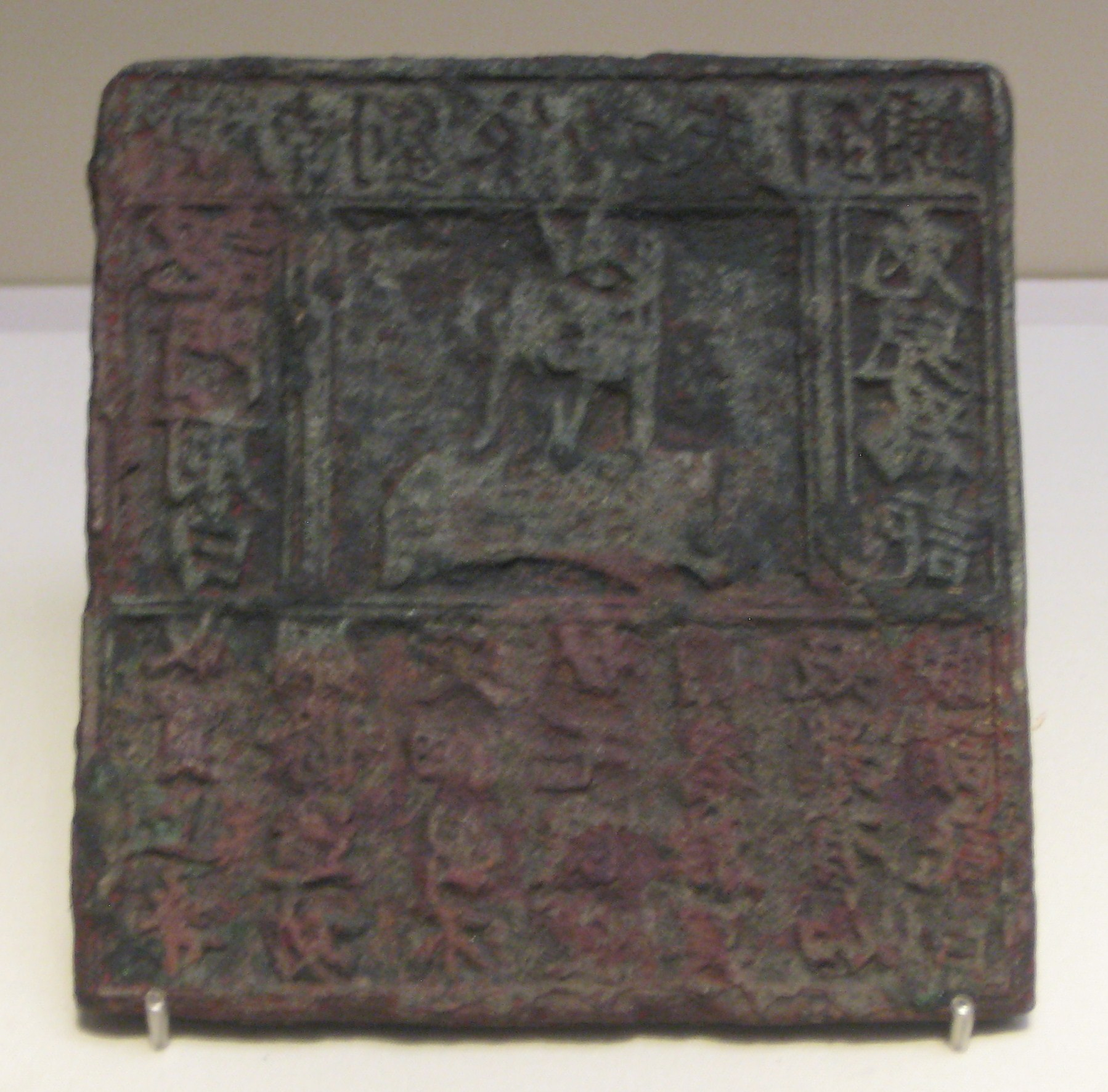
北宋“济南刘家功夫针铺”广告青铜版

中国不是现代广告的发源地，但有广告性质的宣传方式很早就出现了。《诗经》的《周颂·有瞽》一章里已有“萧管备举”的诗句，据汉代郑玄注说：“萧，编小竹管，如今卖饧者吹也。”唐代孔颖达也疏解说：“其时卖饧之人，吹萧以自表也。”可见西周时，卖糖食的小贩就已经懂得以吹萧管之声招揽生意。而春秋末期孔子的周游列国也可以说就是一种个人广告的形式。除了口头广告，中国古代最常出现的是悬挂式广告。北宋时期的名画《清明上河图》中，描写了北宋京都繁华的街市景象，里面的悬挂式广告随处可见。
到了清末民初，租界遍地的上海等地区成为中国现代广告的发达地区。

#### 改革开放前后
中华人民共和国成立后因为市场经济的消失（1978年以前，中国大陆实行计划经济），现代广告逐渐失去了赖以生存的环境。1978年中国改革开放以后现代广告才在中国大陆出现真正的繁荣，但当时的广告与外国相比较还有很大距离。中國原有的廣告人材，在另一方面亦有不少前往港澳台地区發展，加上從海外歸來的學子，广告業的發展也蓬勃得多了。在中國改革開放之後，這些廣告上的新概念亦漸漸地影響着中國大陸的民众。中国首条电视商业广告于1979年播出，首条公益广告于1986年播出。现今，中国大陆的各种广告也逐渐地走向了专业化，也诞生了诸多广告传媒公司。

#### 现今
在现今的中国大陆，各种类型的广告（主要是商业广告）已经很泛滥，大量良莠不齊的广告通过各种媒介传播（电视、互联网、报纸、杂志、传单、移动电话短讯息、海报、广告牌等）。在电视方面，不仅中国的官方媒体CCTV每天都会收费地播出大量的广告（商业、公益、预告、宣传广告等），而且中国大陆的众多地方媒体、交通工具移动电视也是如此，其中也不乏有许多虚假的、具有欺骗性质的广告。众多的中国公司、企业、商家等往往会花费高昂的广告费用在收视率很高的电视媒体上（如中国大陆CCTV、香港凤凰卫视）播出他们的广告达到宣传产品的目的，电视台往往称这些公司、企业为“某栏目、节目的赞助商”。广告也是许多电视媒体的主要经济来源之一。
在现今中国的大多数城市，在其大街小巷有种类繁多的广告，有些是通过正规渠道宣传（例如海报、大型广告牌、大型LED显示屏、公交车身广告等），也有些被称为“小广告”（俗稱“城市牛皮癬”），中国的“小广告”大多都自由张贴、刻写在街道的墙壁上，一些“小广告”公司（大多为未经注册的非法公司）则在街头分发纸质的小广告，还有的（例如泛滥的“办证刻章”）则在街道的墙壁上盖章来宣传广告。在中国大陆也有一些被政府视为非法、反动的政治广告以此种方式传播。

## 分类
由于分类的标准不同，看待问题的角度各异，导致广告的种类很多。
最常见、最简单的分类标准，就是以传播媒介为标准对广告进行分类，主要分为：报纸广告、杂志广告、網上广告 （页面存档备份，存于）、电视广告、电影广告、幻灯片广告、包装广告、广播广告、海报广告、招贴广告、POP广告、交通广告、直邮广告、電郵廣告、網路廣告、互动广告、行動廣告等。随着新媒介的不断增加，依媒介划分的广告种类也会越来越多。
以广告传播范围为标准，可以将广告分为国际性广告、全国性广告、地方性广告、区域性广告。
以广告传播对象为标准，可以将广告分为消费者广告和商业广告。
以广告主为标准，基本上可以将广告分为一般广告和零售广告。
以手法、內容為主的可分為資訊式廣告和透導性廣告。

## 媒介载体

### 广告的形式

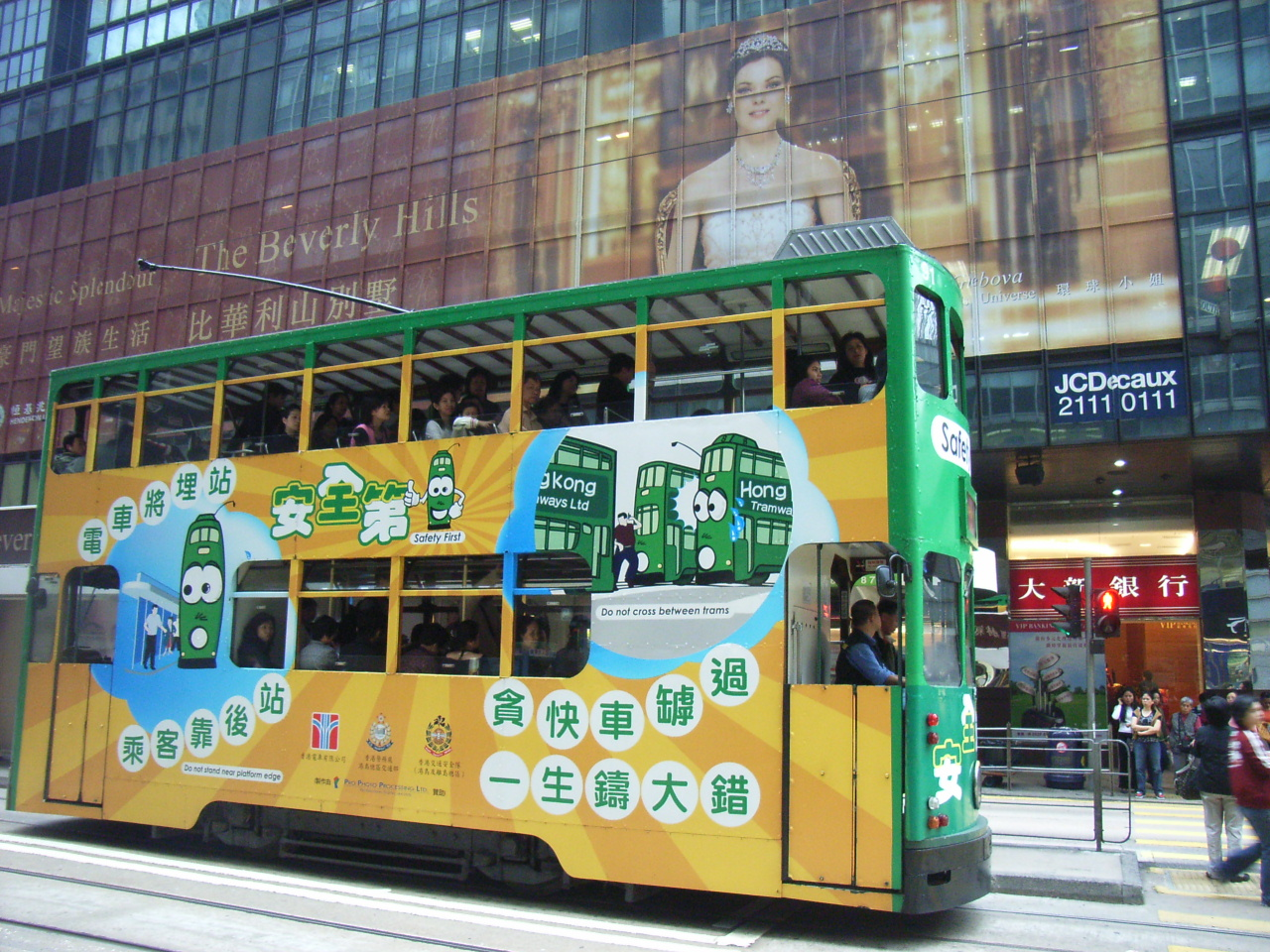
戶外廣告媒體（電車）

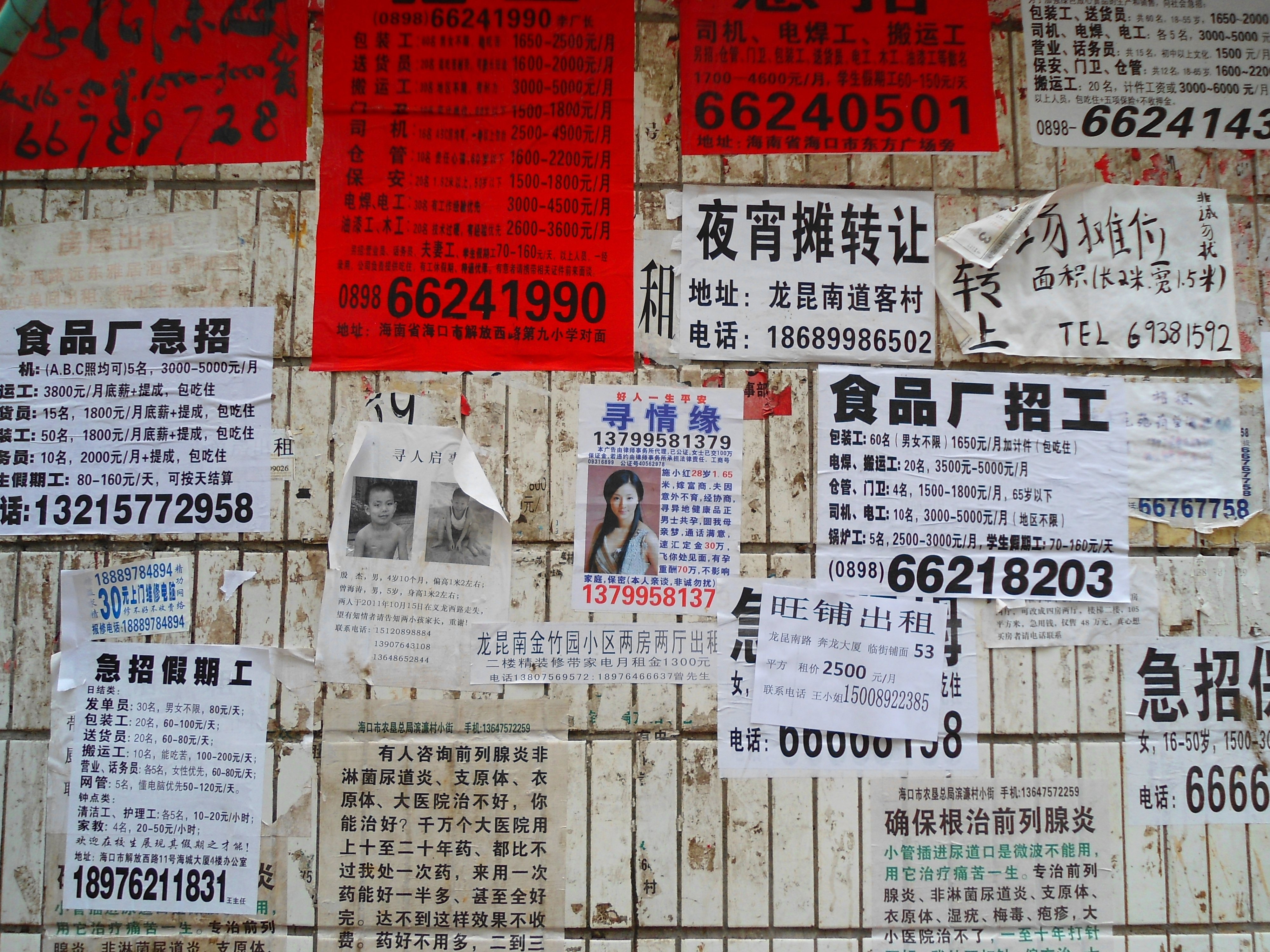
私人印製的小廣告

普遍商业广告媒介包括：广告栏，印刷传单，广播，电影和电视广告，网络横幅，网頁彈出式廣告，輪播廣告, 社群廣告 （页面存档备份，存于）, 空中广告，公共汽车站台，杂志，报纸，推销员工，公共汽车侧身，出租车车身，日常用品，商品标签，音乐和影片，以及某些票券背面等等。广告主愿意付费以宣传其企业和商品达到其预期目的的任何媒介都是广告的形式。
而广告主的产品定位则通过广告各种形式表现出来，如：单位代码，都没某些广告只刊载在娱乐性媒体上，促成消费者在养成的潜意识指导下购买商品。

### 电视商业广告
电视广告CF（Commercial Film）一般是面向消费市场的最大兼最有效的广告形式。这也说明了必须出高价费用才能通过电视网络在重要黄金时段播放广告。
互联网上的广告是一种新近兴起的形式。网络上的广告空间费用多少并非是由网页的访问率决定的。电子邮件（E-mail）广告是另一种网络广告形式。但未经允许的电子邮件广告，通常被称为“垃圾邮件”，已经成为了一个重要的问题。
某些公司现在甚至已经提议，将本企业的广告和企业标识置于火箭推进器和国际空间站上，在外太空做广告。
不付费广告（也称口头宣传）能够使商品以最小的支出达到最大的暴光率。个人建议形式（和朋友一起带来成为该品牌的忠诚者，在爱好者中间出售相宜的商品），重复的对话传播形式，甚至让该品牌名称成为日常生活中的惯用词汇（如康师傅成为方便面的代名词），这些看似简单却对企业形象和产品销售有关键影响的细节，需要广告主付出巨大的努力。

### 争论的焦点
广告日益深入到社会生活的各个方面，关于广告的利弊引起了诸多的争论。争论的焦点主要集中在广告的潜意识养成（Manipulation）和信息洪流（Information）两个方面。

## 目标
广告的一个重要目的就是刺激甚至创造对某一产品，服务和想法的需求或者态度改变。除了广告，影响需求的其他因素还有价格和替代品，所以投遞廣告前也需考量是否需要投遞廣告，广告能否创造产品品牌。当足够的品牌忠诚度建立之后，不用花费过多的广告费用却将使消费者很容易忽视本产品的价格，忽视竞争对手的产品，只关注本品牌的产品，并且很高兴向该企业提供建议和意见。也就是说该企业拥有了品牌特权，只要该品牌一在消费者头脑中掠过，很快他们就把该品牌和企业生产的一系列产品联系起来，并且和其他的产品区分开来。耐克，比如说，这个品牌就象征了年轻活力的运动系列产品。最成功的品牌建设是将该品牌名称和标识融入日常生活中，融入生活用语中，成为一类产品的代名词。这事实上解决了用户追寻某个产品或服务的理由问题，促使他们愿意甚至习惯去做出购买和使用的举动。
品牌建设的程度大小与否取决于产品和市场。比如说在美国的德克萨斯州，本地人通常把含气软饮统称为Coke（Coke为可口可乐于1945年注册的商标），不管这种饮料是不是可口可乐的出品。
然而，品牌最大的危险就是当品牌变得家喻户晓之后，进入了每个人的日常用语之中，以至于品牌商标很容易失去保护。阿司匹林（aspirin）就是一个很好的例子。
其他的目标包括短期或长期的销售增长、市场分额、盈利、产品信息以及观念态度的改变。

## 广告监管
广告行为一直以来都遭到了批评、对抗，并带来了恐惧。英国的贵族阶层和知识分子对于各种形式的贸易和商业活动所持的傲慢态度由来已久，他们也一直厌恶销售和销售员。早在1830年，英国散文家和历史学家托马斯·麦考莱这样贬低广告行为：“我们要求我们的帽匠和靴匠能做到些许矜持，些许得体的自豪。”19世纪末，一个颇具影响力的压力集团“控制公共广告滥用协会”出版了一份成员名单，包括当时许多最负名望的作家和艺术家。威廉·莫里斯、拉迪亚德·吉卜林、霍尔曼·亨特、亚瑟·奎勒——考奇爵士以及约翰·米莱爵士都是该协会会员。自从19世纪中期开始，广告行为日益受到法律和管控的钳制。

### 广告标准管理局
从一开始，英国的电视广告就受到法律控制。但其他媒体的情况则大不相同。尤其是出版业在18世纪和19世纪为争取自由进行了艰苦斗争，当时的政府官员一再企图约束和限制出版的内容。这些斗争主要围绕编辑自由，但也涉及广告自由。广告投放者可以自由说出他们想说的话，只要不触犯法律。可以说，许多胆大的广告投放者将他们的自由推至极限。在19世纪中期，一些广告投放者承诺能治愈人们已知的所有疾病，甚至包括若干未知疾病。如果听之任之，广告投放者的言论将极力挑战事实极限，有时完全不顾事实。1891年发生了一起具有划时代意义的案例。某位卡里尔夫人购买了一种药物，名曰“碳酸性烟雾炸弹”。广告上保证它可以防止得流感（以及其他许多疾病），否则购买者将得到100英镑的赔偿。卡里尔夫人得了流感，她起诉对方要求根据习惯法赔偿100英镑，并最终胜诉。法庭将广告视为一份合同。此后，英国于1893年通过了《货物买卖法》，在习惯法的基础上大幅度增加了消费者的民事赔偿金额。在整个20世纪，消费者针对广告投放者的法律权利得到了不断提升。
对于公众来说，将犯错的广告投放者告上法庭是一件费时伤财的事，并且投诉不见得就能获胜。很快人们就意识到，公众需要得到一个更加简便、花费更少的广告控制体系的保护。甚至在二战之前，就已经出现了要求广告业进行自我清理和自我规范的呼声。1927年，英国广告协会建立了首家负责进行自我调控的全国监督委员会，一年后，又扩展成为广告行为调查部。1962年，英国广告管理局成立，其职责是处理消费者关于广告的投诉。1975年，改组后的广告管理局开始运作，规模比之前大了许多，资金也更为充裕。其资金募集方式是通过向广告投放者征收广告总费用的0.1%，由广告代理机构负责收缴。这一做法延续至今。

### 行业与品牌
从20世纪60年代初开始，香烟一直是广告业的焦点，政治、医学和公众的注意力都集中于此。香烟并非唯一被禁止在电视上投放广告的产品或服务。香烟也不是唯一能合法买卖却被禁止在电视上投放广告的商品，虽然香烟广告的支持者时常这样声称。呼气测试设备、婚姻中介、算命者、殡仪业人员，甚至（在当时）包括慈善机构和赌博机构，还有政治和宗教团体，这些产品或机构都可以合法地在其他媒体发布广告，但却从一开始就被禁止在商业电视上投放广告。世界各地的压力集团认为，酒类广告让人们喝得更多，汽车广告让人们加速行驶，玩具广告让儿童纠缠父母，快餐食品和糖果广告让儿童（以及成人）肥胖，瘦身广告让女孩子厌食，药品广告则让人为健康而忧郁。广告业很难否定所有这些指责。20世纪末，随着这些行业性攻击变得越来越多，越来越频繁，英国广告协会经济委员会作出反应，在调查之后出版了一份报告，题为《广告行为影响市场规模吗？》，和许多类似的广告研究一样，他们找不到简单的、确定性的答案，但是其有一些值得注意的结论：广告行为总是有可能影响特定市场的容量，但它的规模和重要性具有高度可变性。如果市场容量很大，已经牢固确立，稳定且满足基本需求，那么品牌广告很少增加市场（或产品所在行业）的容量。在那些规模较小、新近出现或正在发展的市场（或产品所在行业）中，品牌广告看起来的确促进了增长，让更多人使用该产品，或者让已经使用该产品的人用得更多。一旦整个社会在许多年甚至几个世纪的时间里对于某个特定产品有了固定看法，广告的力量就不足以使人们改变想法了。

## 在社会中的作用

### 对雇员有益
就社会责任而言，所涉及的广告投放者通常都是大公司。大公司如果想长期发展下去，有两件事必须做得非常好。它们必须雇用和管理大量员工，并且它们必须赢利。因此，普通人中，绝大多数人（或者说他们的家庭中有人）受雇于主要的广告投放者。这意味着工作机会。需求创造销售，销售创造工作；没有销售，就没有工作。公司只有在消费者购买产品和服务的情况下，才能雇用人手，而这些人手反过来提供了相应的产品和服务。更多的销售意味着更多的工作。当人们有了工作，其就会交税，而税收则可以为政府提供用于各种社会福利性的事业之中。当然，广告行为并非独力完成了这一切。但它作出了强有力的、积极的贡献：它协助推动工业的车轮持续运转。它还有助于公司赢利，公司的长期生存依赖于这些利润。利润不仅维持公司的运作，而且也对税收作出了巨大贡献，进而带来更多的社会福利。公司利润为投资提供了资金，为未来创造了更多的工作机会，从而让工业的车轮转得更快，转得更久。
因此，这是广告行为对于社会的第一个主要贡献：当人们作为雇员时，广告行为创造出了工作机会以及随之而来的所有利益。

### 对媒体使用者有益
媒体收到了广告投放者全部费用的约90%。这对于普通民众有莫大的帮助：首先，在英国，它为民众提供了约三分之二的广播电视节目，并且完全免费；在其他国家，比如美国，这个数字达到了100%。广告行为为互联网提供了大量资金，大多数网站可以无须额外花费或者只需要最基本的建设和运行成本。我们现在所依赖的数字媒体革命几乎是免费提供了服务，其资金来源就是广告。这是一项全新的公共福利。
广告行为给媒体以及社会所带来的好处范围更大，影响更为深入。现代媒体所出版的成千上万的杂志。每一种都针对特定读者群体的个人兴趣，无论这些群体是大是小。每一种杂志都得到了广告行为的大力资助，使得它的读者群体（所有街道上的所有人）都能以生产成本的很小一部分为代价购买到该杂志。不仅杂志，其他所有的广告媒体，从电影到公共交通工具，都是如此：它们从广告行为中得到的收入降低了（即使只是有限地）它们向公众设定的作为服务回报的价格。
但媒体最重要的作用与益处在于其所为大众提供的议事空间。广告行为为社会提供了开放的、具有影响力的、政治上独立的刊物。如果没有广告行为，报纸的价格将飞涨，销量将猛跌。随后价格将再次上涨：结果是多样化的、相互竞争的地方性和全国性刊物将萎缩。报纸已经承受了来自互联网的巨大压力。如果没有广告行为提供补助，许多报纸只能停刊。
和广告投放者一样，没有人会声称媒体是完美的。但没有广告行为，媒体将远比现在孱弱，比现在规模更小，并且肯定会更为昂贵。公众（现在作为媒体的受众）的境遇将更为糟糕。

### 对全国性创造力有益
这可能是关于广告行为的辩论中争议最少的一部分。广告行为对广告代理（三方架构中最小的一方）有益，因为没有广告行为，它们就无法生存。而广告代理则是创造力的源泉。但这一关系也间接地给社会带来了好处。代理机构为许多严肃的艺术家和文字创作者提供了固定收入，使得他们可以创作自己的作品。无数的文字创作者和艺术家在成名之前都曾在代理机构工作。许多伟大的画家同时也是伟大的海报艺术家。电影导演也是如此，许多人通过拍摄广告磨炼他们的摄影技艺。广告代理机构不仅为文字创作者和艺术指导之类直接为其服务的人提供创意工作，而且也为一大批自由撰稿的创意人员提供工作机会，其中包括了摄影师、设计师、电影导演、灯光师、摄像师、演员、布景师、美工师，以及其他负责硬件生产的人员，如印刷人员、胶片制造和处理人员、展示和布景搭建人员等。总体上，这个庞大的创意网络将想法和原创性注入整个国家的创造力，促成商业和艺术领域的大量革新，整个社会从中受益良多。
早在1896年，在德国汉堡举办的一场海报展览的目录上，就有人这样写道：“艺术应该向所有人开放……不仅只针对那些有经济实力购买艺术作品的人，或者那些有空闲时间在艺术展览馆搜寻艺术作品的人……艺术必须走上街头，在那里艺术有机会引起成千上万人的注意，这些人正走在上班的路上，他们既没有时间，也没有闲钱。日常的、目的性很强的海报体现了很高的水准，只要这些海报质量够好。”
这是广告行为使普通人得到好处的另一种方式。

### 让公众受益
广告行为是消息的一种源泉。公众从广告中获得了大量重要且有用的信息。以价格为例。现在最大的广告投放者中，有许多都是零售商，而零售广告中的绝大多数都在宣传低价。这些信息不仅对购物者有直接帮助，同时也间接地把价格降了下来。当一家超市宣传某些低价产品时，其他超市会迅速跟进调整它们的定价，否则它们就会失去客户。总体上，价格将下降。对于公众来说，这是笔很划算的交易。与此同时，我们所购买的许多产品和服务的质量也不断得到了改进，即使只是微小的进步。消费者从广告中得到了这些改进的信息，并从中受益。这再次迫使竞争者通过改进它们的产品和服务质量来进行调整。这是一个持续的过程。和基于价格的广告行为一样，这刺激了竞争，因而公众能从中获益。

### 多样化选择
在缺少选择的经济体中，不存在对于广告行为的需求。广告帮助人们选择他们想要的产品和服务，拒绝他们不想要的选择，避免了永远纠缠于选择。
广告行为在社会中的作用总结地来说：广告行为现在和将来都能创造就业机会；它为公众提供无数自由、廉价的媒体；它支持媒体独立；它为购物者提供大量有用的信息；它降低价格，提高质量；它让公众对所有可供选择的不同品牌保持了解；它帮助公众从现代经济体所提供的大量候选项中作出选择；并且，它以充满创意的、具有成本实效的方式做到上述大多数方面。

## 技术手段
- 反复宣传
- 信息洪流
- 质量证明
- 品牌社团
- 兑现口号
- 争论
- 潜意识养成

## 內容編寫技巧
- 生活方式
- 認同感
- 性感
- 恐懼心理
- 名人
- 科學證明
- 幽默感
- 比較心理

## 著名人物
- 大卫·奥格威代表作：《一个广告人的自白》
- 威廉·伯恩巴克
- 李奥·貝納
- 詹姆斯·韦伯·扬
- 雷蒙·罗必凯
- 泰德·达比斯

## 廣告代理商與大型傳播集團
廣告代理商是廣告行銷中，協助企業執行廣告行銷計劃的代理人角色。在廣告行銷的商業運作中，代理商以收取佣金的方式維持利潤。另外，隨著目前大眾媒體的複雜化與多樣性，廣告代理商也產生了各個不同種類的業態，包括了整合性的傳統廣告代理商、只負責廣告創意的創意代理商、專門協助客戶規劃媒體策略以及採購的媒體代理商、以及因應網際網路以及移動通訊等新數位科技而產生的數位代理商、公關公司、活動公司等等。
自1970年代開始，廣告代理商出現了不同的聯盟及併購，隨之而來的，是大型市場傳播集團的誕生。市場傳播集團內除了廣告公司，也包括媒介公司、公關公司及其他相關公司，目的除了控制成本，也為了加強議價能力及整合性。傳播集團的成效向來有不同的意見，但無可置疑，這大大改變了多年來廣告業的生態。
- Interpublic旗下包括FCB、靈獅（Lowe）、以及麥肯（McCann-Erickson）
- Omnicom集團旗下包括BBDO、DDB、TBWA、以及浩騰媒體
- 陽獅旗下包括李奧貝納、陽獅（Publicis）、實力媒體、及（Saatchi & Saatchi）
- WPP集團旗下包括葛瑞（Grey）、智威湯遜（JWT）、奧美（Ogilvy & Mather）、Bates、傳立媒體、以及Y&R
- Havas集团，法国第二大的传播集团，包括有Euro RSCG广告公司、Arnold、Media Planing Group、Havas等广告公司。
- 電通，日本最大的廣告與傳播集團，包括有電通傳媒、電通公關、Beacon Communications、安吉斯。

## 相关
- 廣告角色列表 (英語)（英语：List_of_advertising_characters）
- 广告节和广告奖项
- 广告伦理学
- 廣告代理商
- 行销
- 電視廣告
- 資訊型廣告
- 橫額
- 海報
- 宣傳單張
- 置入性行銷
- 口碑行銷（英语：Word-of-mouth_marketing）

## 外部連結
- 廣告考量因素 （页面存档备份，存于）